# Ordine di battaglia dell'Esercito Italiano nel 1973
Ordine di battaglia dell'Esercito Italiano nel 1973.

## Area centrale e scuole

### Stato maggiore dell'Esercito (Roma)
Reparti dello Stato Maggiore (Roma)
- Uffici dello Stato Maggiore (Roma)

XI Autogruppo (Roma)

### Ispettorato delle scuole (Civitavecchia)
Scuola di guerra (Civitavecchia)
Scuola di applicazione d'arma (Torino)
Scuola di lingue estere (Roma)
Accademia militare (Modena, Sassuolo)
Scuola militare "Nunziatella" (Napoli)

### Ispettorato delle armi di fanteria e cavalleria (Roma)
Scuola di Fanteria (Cesano)
- Scuola allievi ufficiali di complemento di fanteria (Ascoli)
- Scuola allievi comandanti di squadra di fanteria (Spoleto)

Scuola allievi sottufficiali (Viterbo)
Scuola truppe meccanizzate e corazzate (Caserta, Persano, Santa Maria Capua Vetere)
- Scuola allievi comandanti di squadra truppe meccanizzate e corazzate (Lecce, Torre Veneri)

Scuola militare alpina (Aosta, La Thuile, Courmayeur)
Scuola militare di paracadutismo (Pisa)
Scuola militare di educazione fisica (Orvieto)
Scuola militare di equitazione (Montelibretti)

### Ispettorato dell'arma di artiglieria e difesa nbc (Roma)
Scuola di artiglieria (Bracciano)
- VIII Gruppo artiglieria da campagna smv. (Bracciano)
- Scuola allievi ufficiali e sottufficiali di artiglieria (Foligno)

Scuola di artiglieria contraerei (Sabaudia)
Scuola tecnici elettronici di artiglieria (Roma)
Scuola interforze difesa nbc (Rieti)
Battaglione difesa nbc (Rieti)

### Ispettorato dell'arma del genio (Roma)
Scuola del genio (Roma)

### Ispettorato delle trasmissioni (Roma)
Scuola delle trasmissioni (Roma)
- Scuola specializzati delle trasmissioni (San Giorgio a Cremano)

Centro difesa elettronica (Anzio)
- IX Battaglione guerra elettronica (Anzio)

X Battaglione trasmissioni (Roma)
XI Battaglione trasmissioni (Bologna)

### Ufficio dell'ispettore dell'aviazione leggera dell'Esercito (Roma)
Centro addestramento aviazione leggera dell'esercito (Viterbo)
I Reparto elicotteri uso generale (Viterbo)
I Reparto elicotteri medi (Viterbo)
XXX Reparto aviazione leggera (Padova)

### Comando del servizio automobilistico dell'Esercito (Roma)
Scuole della motorizzazione (Roma)

### Comando del servizio di sanità dell'Esercito (Roma)
Accademia di sanità militare interforze (Firenze)
Scuola di sanità militare (Firenze)
- Scuola allievi sottufficiali infermieri (Bologna)
- Scuola allievi sottufficiali infermieri (Roma)

### Comando del servizio veterinario dell'Esercito (Roma)
Scuola del servizio veterinario (Pinerolo)

### Comando del servizio di commissariato dell'Esercito (Roma)
Scuola militare di commissariato e amministrazione (Maddaloni)

### Comando dei servizi tecnici dell'Esercito (Roma)
Servizio tecnico di artiglieria (Roma)
Servizio tecnico del genio (Roma)
Servizio tecnico delle trasmissioni (Roma)
Servizio tecnico della motorizzazione (Roma)
Servizio tecnico geografico (Roma)
- Istituto geografico militare (Firenze)

Servizio tecnico chimico fisico (Roma)

## Esercito di campagna

### Comando artiglieria contraerei dell'Esercito (Padova)
Quartier generale (Padova)
4º Reggimento artiglieria missili contraerei (Mantova)
- Reparto comando (Mantova)
- I Gruppo missili Hawk (Ravenna, Rimini)
- II Gruppo missili Hawk (Mantova, Cremona)
- 24ª Compagnia trasmissioni (Mantova)

5º Reggimento artiglieria missili contraerei (Mestre)
- Reparto comando (Mestre)
- I Gruppo missili Hawk (San Donà di Piave, Fontanafredda, Codroipo, Aquileia)
- II Gruppo missili Hawk (Rovigo, Ferrara, Mestre, Vicenza)
- 25ª Compagnia trasmissioni (Mestre)

17º Reggimento artiglieria contraerei leggera (Brescia)
- Reparto comando (Brescia)
- I Gruppo artiglieria contraerei leggera 40/70 (Villafranca)
- II Gruppo artiglieria contraerei leggera 40/70 (Istrana)
- III Gruppo artiglieria contraerei leggera 40/70 (Lodi)
- IV Gruppo artiglieria contraerei leggera 40/70 (Ghedi)

18º Reggimento artiglieria contraerei leggera (Rimini)
- Reparto comando (Rimini)
- I Gruppo artiglieria contraerei leggera 40/70 (Rimini)
- II Gruppo artiglieria contraerei leggera 40/70 (Ferrara)

121º Reggimento artiglieria contraerei leggera (Bologna)
- Reparto comando (Bologna)
- I Gruppo artiglieria contraerei leggera 40/70 (Bologna)
- II Gruppo artiglieria contraerei leggera 40/70 (Mestre)

Reparto rifornimenti missili contraerei (Montichiari)
Reparto riparazioni materiali artiglieria contraerei (Bologna)

### III Corpo d'armata (Milano)
Supporti di Corpo d'armata
- Quartier generale (Milano)
- Reggimento artiglieria a cavallo (Milano)
  - Reparto comando (Milano)
  - I Gruppo artiglieria pesante campale smv. 155/23 M44 (Milano)
  - II Gruppo artiglieria pesante campale smv. 155/23 M44 (Milano)
  - III Gruppo artiglieria pesante campale smv. 155/23 M44 (Milano)
- 52º Reggimento artiglieria pesante (Brescia)
  - Reparto comando (Brescia)
  - I Gruppo artiglieria pesante 155/45 (Brescia)
  - II Gruppo artiglieria pesante 155/45 (Brescia)
  - III Gruppo artiglieria pesante 155/45 (Brescia)
  - IV Gruppo artiglieria pesante 203/25 (Cremona)
  - V Gruppo artiglieria pesante 203/25 (Cremona)
- III Gruppo specialisti artiglieria (Milano)
- III Battaglione genio pionieri (Pavia)
- III Battaglione trasmissioni (Milano)
- III Autogruppo (Milano)
- III Reparto rifornimenti recuperi riparazioni (Milano)

#### Divisione di fanteria "Legnano" (Bergamo)
- Quartier generale (Bergamo)
- 67º Reggimento fanteria "Legnano" (Montorio Veronese)
  - Compagnia comando (Montorio Veronese)
  - Compagnia controcarri (Montorio Veronese)
  - I Battaglione fanteria (Montorio Veronese)
  - II Battaglione fanteria (Montorio Veronese)
  - III Battaglione fanteria (Montorio Veronese)
  - IV Battaglione fanteria mec. (Montorio Veronese)
- 68º Reggimento fanteria "Legnano" (Bergamo)
  - Compagnia comando (Bergamo)
  - Compagnia controcarri (Lecco)
  - I Battaglione fanteria (Bergamo)
  - II Battaglione fanteria (Como)
  - III Battaglione fanteria (Brescia)
  - IV Battaglione fanteria mec. (Monza)
- 4º Reggimento fanteria corazzato (Legnano)
  - Compagnia comando (Legnano)
  - II Battaglione bersaglieri (Legnano)
  - XX Battaglione carri (Legnano)
- Gruppo esplorante divisionale "Lancieri di Milano" (Monza)
- 11º Reggimento artiglieria da campagna (Cremona)
  - Reparto comando (Cremona)
  - Batteria specialisti (Cremona)
  - I Gruppo artiglieria da campagna 105/22 (Cremona)
  - II Gruppo artiglieria da campagna 105/22 (Cremona)
  - III Gruppo artiglieria da campagna smv. 105/22 (Vercelli)
  - IV Gruppo artiglieria pesante campale 155/23 (Cremona)
- Battaglione genio pionieri (Verona)
- Battaglione trasmissioni (Bergamo)
- Reparto aviazione leggera (Orio al Serio)
- Raggruppamento servizi (Presezzo)
  - Plotone comando (Presezzo)
  - Autoreparto (Lodi)
  - Reparto rifornimenti riparazioni recuperi (Orio al Serio)
  - Battaglione sanità (Presezzo)
  - Compagnia sussistenza (Presezzo)

#### Divisione di fanteria "Cremona" (Torino)
- Quartier generale (Torino)
- 21º Reggimento fanteria "Cremona" (Alessandria)
  - Compagnia comando (Alessandria)
  - Compagnia controcarri (?)
  - I Battaglione fanteria (Asti)
  - II Battaglione fanteria (Alessandria)
  - III Battaglione fanteria (Alessandria)
  - IV Battaglione fanteria mec. (Fossano)
- 22º Reggimento fanteria corazzato "Cremona" (Torino)
  - Compagnia comando (Torino)
  - VI Battaglione bersaglieri (Torino)
  - XIV Battaglione carri (Pinerolo)
- 157º Reggimento fanteria "Liguria" (Genova)
  - Compagnia comando (Genova)
  - Compagnia controcarri (?)
  - I Battaglione fanteria (Genova)
  - II Battaglione fanteria (Alessandria)
  - III Battaglione fanteria (Genova)
  - IV Battaglione fanteria mec. (Novi Ligure)
- Gruppo esplorante divisionale "Nizza Cavalleria" (Pinerolo)
- 7º Reggimento artiglieria da campagna (Torino)
  - Reparto comando (Torino)
  - Batteria specialisti (Torino)
  - I Gruppo artiglieria da campagna 105/22 (Torino)
  - II Gruppo artiglieria da campagna 105/22 (Acqui)
  - III Gruppo artiglieria da campagna smv. 105/22 (Acqui)
  - IV Gruppo artiglieria pesante campale 155/23 (Torino)
- Battaglione genio pionieri (Torino)
- Battaglione trasmissioni (Venaria)
- Reparto aviazione leggera (Venaria)
- Raggruppamento servizi (Torino)
  - Plotone comando (Torino)
  - Autoreparto (Torino)
  - Reparto rifornimenti riparazioni recuperi (Venaria)
  - Battaglione sanità (Torino)
  - Compagnia sussistenza (Torino)

#### Divisione corazzata "Centauro" (Novara)
- Quartier generale (Novara)
- 1º Reggimento bersaglieri corazzato (Civitavecchia)
  - Compagnia comando (Civitavecchia)
  - Compagnia controcarri (Civitavecchia)
  - I Battaglione bersaglieri  (Civitavecchia)
  - VI Battaglione carri  (Civitavecchia)
  - XVIII Battaglione carri (Civitavecchia)
- 3º Reggimento bersaglieri (Milano)
  - Compagnia comando (Milano)
  - Compagnia controcarri (?)
  - XVIII Battaglione bersaglieri (Milano)
  - XX Battaglione bersaglieri (Milano) "quadro"
  - XXV Battaglione bersaglieri (Solbiate Olona)
  - IV Battaglione carri (Solbiate Olona)
- 31º Reggimento carri (Bellinzago)
  - Compagnia comando (Bellinzago)
  - Compagnia controcarri (Bellinzago)
  - XXVIII Battaglione bersaglieri (Bellinzago)
  - I Battaglione carri (Bellinzago)
  - II Battaglione carri (Bellinzago)
- Gruppo esplorante divisionale "Cavalleggeri di Lodi" (Lenta)
- 131º Reggimento artiglieria corazzata (Vercelli)
  - Reparto comando (Vercelli)
  - Batteria specialisti (Vercelli)
  - I Gruppo artiglieria da campagna smv. 155/23 M109 (Vercelli)
  - II Gruppo artiglieria da campagna smv. 155/23 M109 (Civitavecchia)
  - III Gruppo artiglieria da campagna smv. 155/23 M109 (Novara)
  - IV Gruppo artiglieria pesante campale smv. 155/23 M44 (Vercelli)
  - V I Gruppo artiglieria pesante smv. 203/25 M55 (Vercelli)
- Battaglione genio pionieri (Novara)
- Battaglione trasmissioni (Novara)
- Reparto aviazione leggera (Vercelli)
- Raggruppamento servizi (Novara)
  - Compagnia comando (Novara)
  - Autoreparto (Novara)
  - Reparto rifornimenti recuperi riparazioni (Novara)
  - I Battaglione servizi (Bellinzago)
  - II Battaglione servizi (Civitavecchia)
  - III Battaglione servizi (Bellinzago)

### 4º Corpo d'armata alpino (Bolzano)
Supporti di Corpo d'armata
- Quartier generale (Bolzano)
- VII Battaglione carabinieri (Laives)
- Compagnia alpini paracadutisti (Bolzano)
- 3º Reggimento "Savoia Cavalleria" (Merano)
  - Squadrone comando (Merano)
  - I Gruppo squadroni carri (Merano)
  - II Gruppo squadroni carri (Merano)
  - III Gruppo squadroni carri (Merano)
- 4º Reggimento artiglieria pesante campale (Trento)
  - Reparto comando (Trento)
  - I Gruppo artiglieria pesante campale 155/23 (Trento)
  - II Gruppo artiglieria pesante campale 155/23 (Trento)
  - III Gruppo artiglieria pesante campale 155/23 (Trento)
  - IV Gruppo artiglieria pesante 155/45 (Trento)
  - V Gruppo artiglieria pesante 155/45 (Trento)
- III Gruppo artiglieria da campagna smv. 105/22 M7 (Trento)
- IV Gruppo specialisti artiglieria (Trento)
- 2º Reggimento genio (Bolzano)
  - Compagnia comando (Bolzano)
  - 1ª Compagnia mista (Trento)
  - 1ª Compagnia teleferisti (Trento)
  - II Battaglione genio minatori (Bolzano)
  - IV Battaglione genio pionieri (Trento)
  - VII Battaglione genio pionieri (Riva del Garda)
  - XIV Battaglione genio pionieri (Trento)
- IV Battaglione trasmissioni (Bolzano)
- IV Reparto aviazione leggera (Bolzano)
- IV Reparto elicotteri uso generale (Bolzano)
- IV Autoreparto (Appiano)
- IV Reparto rifornimenti recuperi riparazioni (Bolzano)

#### Brigata alpina "Taurinense" (Torino)
Quartier Generale (Torino)
4º Reggimento Alpini (Torino)
Compagnia comando reggimentale (Torino)
Battaglione alpini "Aosta" (Aosta)
Battaglione alpini "Saluzzo"
Battaglione alpini "Susa" (Pinerolo)
1º Reggimento Artiglieria da Montagna
Reparto Comando
Gruppo artiglieria da montagna "Aosta"

#### Brigata alpina "Orobica" (Merano)
- Quartier generale (Merano)
- 5º Reggimento alpini (Merano)
  - Compagnia comando reggimentale (Merano)
  - Battaglione alpini "Morbegno" (Vipiteno)
  - Battaglione alpini "Tirano" (Malles)
  - Battaglione alpini "Edolo" (Merano)
- Battaglione alpini d'arresto "Val Chiese" (Vipiteno, Glorenza)
- 5º Reggimento artiglieria da montagna (Merano)
  - Reparto Comando (Merano)
  - Gruppo artiglieria da montagna "Bergamo" (Silandro)
  - Gruppo artiglieria da montagna "Sondrio" (Vipiteno)
  - Gruppo artiglieria da montagna "Vestone" (Merano)
- Compagnia genio pionieri "Orobica" (Merano)
- Compagnia trasmissioni "Orobica" (Merano)
- RAL "Orobica"
- Autoreparto "Orobica" (Merano)
- Reparto rifornimento riparazioni e recuperi "Orobica" (Merano)
- Sezione sanità "Orobica" (Merano)
- 42º ospedale da campo "Orobica" (Merano)
- Sezione sussistenza "Orobica" (Merano)

#### Brigata alpina "Tridentina" (Bressanone)
- Quartier generale (Bressanone)
- 6º Reggimento alpini (Brunico)
  - Compagnia comando reggimentale (Brunico)
  - Battaglione alpini "Bolzano" (Bressanone)
  - Battaglione alpini "Trento" (Monguelfo)
  - Battaglione alpini "Bassano" (San Candido)
- Battaglione alpini d'arresto "Val Brenta" (San Candido)
- 2º Reggimento artiglieria da Montagna (Bolzano)
  - Reparto comando (Bolzano)
  - Gruppo artiglieria da montagna "Vicenza" (brunico)
  - Gruppo artiglieria da montagna "Asiago" (Dobbiaco)
  - Gruppo artiglieria da montagna "Verona" (Bolzano)
- Compagnia genio pionieri "Tridentina" (bressanone)
- Compagnia trasmissioni "Tridentina" (Bressanone)
- Raggruppamento servizi (Varna)
- Plotone comando (Varna)
- Autoreparto (Varna)
- Reparto rifornimenti recuperi riparazioni (Varna)
- Battaglione sanità (Varna
- Compagnia sussistenza (Varna)

#### Comando truppe Carnia Cadore (San Daniele)
Supporti
- Quartier generale (San Daniele)
- 11º Raggruppamento alpini d'arresto (Tolmezzo)
  - Compagnia comando (Tolmezzo)
  - Battaglione alpini d'arresto "Val Tagliamento" (Stazione Carnia, Cavazzo Carnico, Tolmezzo, Paluzza)
  - Battaglione alpini d'arresto "Val Fella" (Pontebba, Ugovizza)
- VII Battaglione trasmissioni (Bassano)
- VII Reparto aviazione leggera (Campoformido)

##### Brigata alpina "Cadore" (Belluno)
- Quartier generale (Belluno)
- 7º Reggimento alpini (Belluno)
  - Compagnia comando (Belluno)
  - Battaglione alpini "Feltre" (Feltre, Strigno)
  - Battaglione alpini "Pieve di Cadore" (Tai di Cadore, Pieve di Cadore)
  - Battaglione alpini "Belluno" (Belluno, Agordo)
- Battaglione alpini d'arresto "Val Cismon" (Santo Stefano di Cadore)
- 6º Reggimento artiglieria da montagna (Belluno)
  - Reparto comando (Belluno)
  - Gruppo artiglieria da montagna "Lanzo" 105/14 (Belluno)
  - Gruppo artiglieria da montagna "Agordo" 105/14 (Feltre)
  - Gruppo artiglieria da montagna "Pieve di Cadore" 105/14 (Bassano)
- Compagnia genio pionieri (Belluno)
- Compagnia trasmissioni (Belluno)
- Reparto aviazione leggera (Belluno)
- Raggruppamento servizi (Belluno)
  - Plotone comando (Belluno)
  - Autoreparto (Belluno)
  - Reparto rifornimenti recuperi riparazioni (Belluno)
  - Battaglione sanità (Belluno)
  - Compagnia sussistenza (Belluno)

##### Brigata alpina "Julia" (Udine)
- Quartier generale (Udine)
- 8º Reggimento alpini (Tolmezzo)
  - Compagnia comando (Tolmezzo)
  - Battaglione alpini "Gemona" (Pontebba, Ugovizza)
  - Battaglione alpini "Tolmezzo" (Venzone, Moggio Udinese)
  - Battaglione alpini "Cividale" (Chiusaforte)
  - Battaglione alpini "L'Aquila" (Tarvisio)
  - Battaglione alpini "Mondovì" (Paluzza, Paularo, Forni Avoltri)
- Battaglione addestramento reclute "Julia" (L'Aquila, Teramo)
- 3º Reggimento artiglieria da montagna (Gemona)
  - Reparto comando (Gemona)
  - Gruppo artiglieria da montagna "Conegliano" 105/14 (Gemona)
  - Gruppo artiglieria da montagna "Belluno" 105/14 (Tarvisio)
  - Gruppo artiglieria da montagna "Udine" 105/14 (Tolmezzo)
  - Gruppo artiglieria da montagna "Osoppo" 105/14 (Pontebba)
  - Gruppo artiglieria da montagna "Pinerolo" 105/14 (Tolmezzo, Paularo)
- Compagnia genio pionieri (Gemona)
- Compagnia trasmissioni (Udine)
- Reparto aviazione leggera (Campoformido)
- Raggruppamento servizi (Udine)
  - Plotone comando (Udine)
  - Autoreparto (Basiliano)
  - Reparto rifornimenti recuperi riparazioni (Udine)
  - Battaglione sanità (Udine)
  - Compagnia sussistenza (Carnia)

### V Corpo d'Armata (Vittorio Veneto)

#### Comando unità di fanteria (Venezia)
- Quartier generale (Venezia)
- 73º Reggimento fanteria d'arresto "Lombardia" (Arzene)
  - Compagnia comando (Arzene)
  - II Battaglione fanteria d'arresto (Spilimbergo)
  - IV Battaglione fanteria d'arresto (Arzene, Latisana)
- Reggimento lagunari "Serenissima" (Venezia Lido)
  - Compagnia comando (Venezia Lido)
  - Battaglione anfibio "Marghera" (Malcontenta)
  - Battaglione anfibio "Piave" (Mestre)
  - Battaglione anfibio "Isonzo" (Villa Vicentina)
  - XXII Battaglione carri (San Vito al Tagliamento)
  - Compagnia trasmissioni (Venezia Lido)
  - Compagnia trasporti (Venezia Lido)
  - Compagnia trasporti anfibi (Isola di Sant'Andrea, Ca' Vio)

#### Comando Truppe di Trieste (Trieste)
- Quartier generale (Trieste)
- 151º Reggimento fanteria "Sassari" (Trieste)
  - Compagnia comando (Trieste)
  - Compagnia controcarro (Trieste)
  - I Battaglione fanteria (Trieste)
  - II Battaglione fanteria (Trieste)
  - III Battaglione fanteria (Trieste)
- 14º Reggimento artiglieria da campagna (Trieste)
  - Reparto comando (Trieste)
  - I Gruppo artiglieria da campagna 155/23 (Trieste)
  - II Gruppo artiglieria da campagna 155/23 (Muggia)
- Plotone genio pionieri (Trieste)
- Plotone trasmissioni (Trieste)
- Sezione aviazione leggera (Prosecco)
- Nucleo sussistenza (Trieste)

#### Divisione corazzata "Ariete" (Pordenone)
- Quartier generale (Pordenone)
- 8º Reggimento bersaglieri (Pordenone)
  - III Battaglione bersaglier
  - IV Battaglione bersaglieri
- 132º Reggimento fanteria carrista
  - I Battaglione fanteria carrista
  - II Battaglione fanteria carrista
- 132º Reggimento artiglieria corazzata
  - III Gruppo artiglieria campale semovente (Sequals)

#### Brigata di cavalleria "Pozzuolo del Friuli" (Gorizia)
- Quartier generale (Gorizia)
- 2º Reggimento "Piemonte Cavalleria" (Villa Opicina)
  - Squadrone comando (Villa Opicina)
  - I Gruppo squadrone carri (Villa Opicina)
  - II Gruppo squadroni carri (Sgonico)
  - III Gruppo squadroni carri (Trieste)
- 4º Reggimento "Genova Cavalleria" (Palmanova)
  - Squadrone comando (Palmanova)
  - I Gruppo squadrone carri (Palmanova)
  - II Gruppo squadroni carri (Palmanova)
  - III Gruppo squadroni carri (Palmanova)
- Gruppo squadroni carri "Lancieri di Novara" (Codroipo)
- 8º Reggimento artiglieria da campagna smv. (Banne)
  - Reparto comando (Banne)
  - I Gruppo artiglieria da campagna smv. 155/23 M109 (Palmanova)
  - II Gruppo artiglieria da campagna smv. 155/23 M109 (Banne)
  - III Gruppo artiglieria da campagna smv. 155/23 M109 (Banne)
- Reparto aviazione leggera (Campoformido)

#### III Brigata missili (Portogruaro)
- Quartier generale (Portogruaro)
- 1ª Compagnia fucilieri (Codogné)
- 2ª Compagnia fucilieri (Portogruaro)
- 3ª Compagnia fucilieri (Oderzo)
- 4ª Compagnia fucilieri (Elvas)
- 3º Reggimento artiglieria missili (Portogruaro)
  - Reparto comando (Portogruaro)
  - I Gruppo artiglieria missili HJ (Codogné)
  - II Gruppo artiglieria missili HJ (Portogruaro)
  - III Gruppo artiglieria missili HJ (Oderzo)
  - IV Gruppo artiglieria missili HJ (Elvas)
- XIII Gruppo acquisizione obiettivi (Verona)
- XIV Gruppo artiglieria pesante 203/25 (Trento)
- XV Gruppo artiglieria pesante 203/25 (Verona)
- XXI Battaglione genio pionieri (Vicenza)
- XIII Battaglione trasmissioni (Portogruaro)
- XIII Reparto rifornimenti recuperi riparazioni (Portogruaro)

## Esercito per la difesa territoriale (Comiliter)

### I Comando militare territoriale - Regione militare nord ovest (Torino)
- 11º Reggimento Fanteria Addestramento Reclute "Casale" - Casale Monferrato (AL)
- 89º Reggimento Fanteria Addestramento Reclute "Salerno" - Diano Castello (IM)
- Battaglione Fanteria Addestramento Reclute "Como" - Como
- XLI Battaglione Trasmissioni
- Comando Unità Servizi

### V Comando militare territoriale  - Regione militare nord est (Padova)
Supporti di regione
- Quartier generale (Padova)
- XXXII Battaglione trasmissioni (Padova)
- XLII Battaglione trasmissioni (Padova, Bolzano)
- Compagnia mista guerra elettronica (Conegliano)
- V Autogruppo territoriale (Padova, Montorio)
- 4^ Officina riparazioni esercito (Verona)
- 5^ Officina riparazioni esercito (Treviso)
- 15^ Officina riparazioni esercito (Padova)
- Ospedale militare (Bolzano)
- Ospedale militare (Verona)
- Ospedale militare (Padova)
- Ospedale militare (Udine)

V Comando militare di zona (Treviso)
- Distretto militare (Treviso)
- Distretto militare (Belluno)
- Distretto militare (Udine)
- Distretto militare (Trieste)
- 6° Deposito misto (Codroipo)

XIII Comando militare di zona (Trento)
- Distretto militare (Trento)
- Distretto militare (Bolzano)
- 4° Deposito misto (Trento)

XXV Comando militare di zona (Vicenza)
- Distretto militare (Vicenza)
- Distretto militare (Verona)
- Distretto militare (Padova)
- 5° Deposito misto (Mantova)
- 7° Deposito misto (Padova)
- 8° Deposito misto (Vicenza)

### VII Comando militare territoriale - Regione militare tosco emiliana (Firenze)

#### Brigata paracadutisti "Folgore" (Livorno)
- Quartier generale (Livorno)
- Battaglione carabinieri paracadutisti (Livorno)
- 1º Reggimento paracadutisti (Livorno)
  - Compagnia comando (Livorno)
  - II Battaglione paracadutisti (Livorno)
  - V Battaglione paracadutisti (Livorno)
- Battaglione sabotatori paracadutisti (Livorno)
- Gruppo artiglieria da campagna paracadutisti 105/14 (Livorno)
- Compagnia genio pionieri (Livorno)
- Compagnia trasmissioni (Livorno)
- Reparto aviazione leggera (Pisa)
- Compagnia manutenzioni (Livorno)